# Macrotrachela brevilabris
Macrotrachela brevilabris är en hjuldjursart som beskrevs av De Koning 1947. Macrotrachela brevilabris ingår i släktet Macrotrachela och familjen Philodinidae.

## Underarter
Arten delas in i följande underarter:
- M. b. aliena
- M. b. brevilabris